# PHOENIX PRAYER
「PHOENIX PRAYER」（フェニックス プレイア）は藍井エイルの21枚目のシングル。2022年2月16日にリリースされた。

## 概要
前作「アトック」より約半年ぶりのシングルである。TVアニメ「15周年 コードギアス 反逆のルルーシュ」の第2クールオープニングテーマ。

## 収録内容
通常盤・初回生産限定盤
1. PHOENIX PRAYER[4:14]
  - 作詞・作曲:中村未来 編曲:Cö shu Nie[2]
2. 蝋燭メトロノーム[4:22]
  - 作詞:Eir 作曲・編曲:Yugo Ichikawa[3]
3. Discord[4:32]
  - 作詞:宮嶋淳子 作曲:荒幡亮平 編曲:Ryohei Arahata[4]
4. PHOENIX PRAYER –Instrumental-[4:13]

期間生産限定盤
1. PHOENIX PRAYER[4:14]
2. 蝋燭メトロノーム[4:22]
3. Discord[4:32]
4. PHOENIX PRAYER -TV size ver-[1:29]
5. PHOENIX PRAYER –Instrumental-[4:13]